# Anopheles montanus
Anopheles montanus är en tvåvingeart som beskrevs av Stanton och Wacker 1917. Anopheles montanus ingår i släktet Anopheles och familjen stickmyggor. Inga underarter finns listade i Catalogue of Life.